# Портрети роботи Тараса Шевченка
Портрети роботи Тараса Шевченка — зображення конкретних осіб, що їх виконав Тарас Шевченко у різній техніці живопису та графіки. Портрети — один з найвизначніших як кількісно, так і за своєю художньою цінністю розділів мистецької спадщини Тараса Шевченка. До жанру портрета Тарас Шевченко звертався протягом усього життя.

## Портрети, що збереглися
| Назва | Зображення | Особа на портреті | Інформація | Інформація | Примітки |
| ----- | ---------- | ----------------- | ---------- | ---------- | -------- |

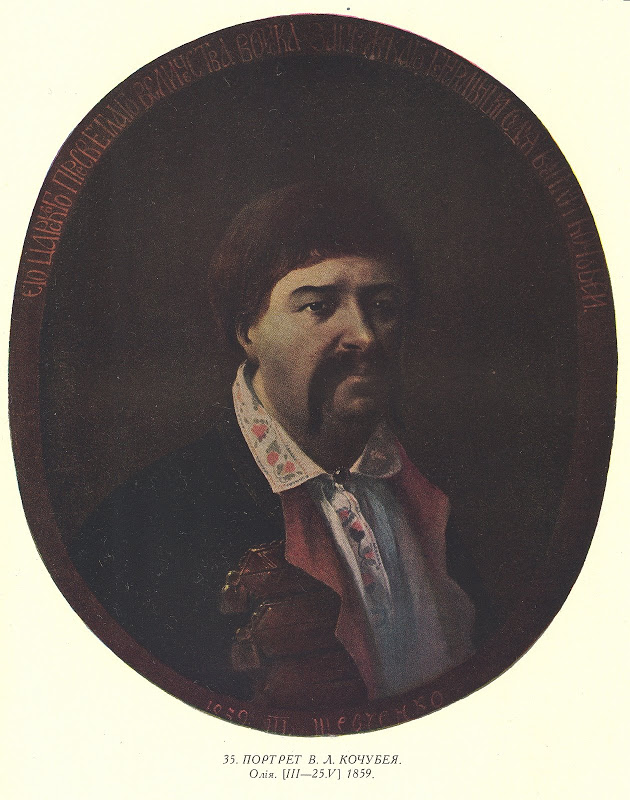
Портрет В.Л.Кочубея. 1859. Полотно, олія.
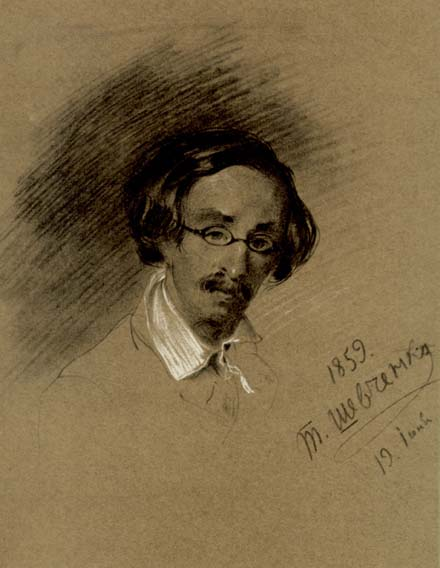
Портрет М.О.Максимовича. 1859.
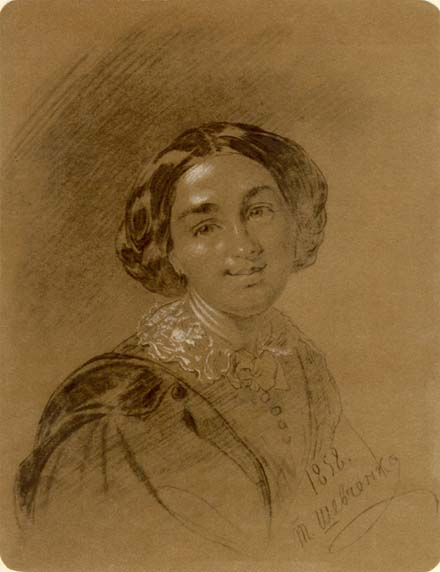
Портрет М.С. Кржисевич 1858 рік
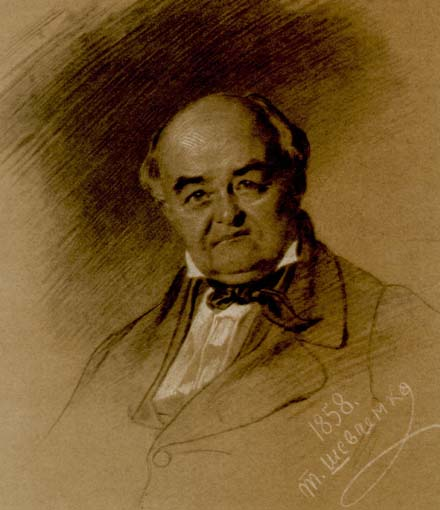
Портрет М. Щепкіна 1858 рік
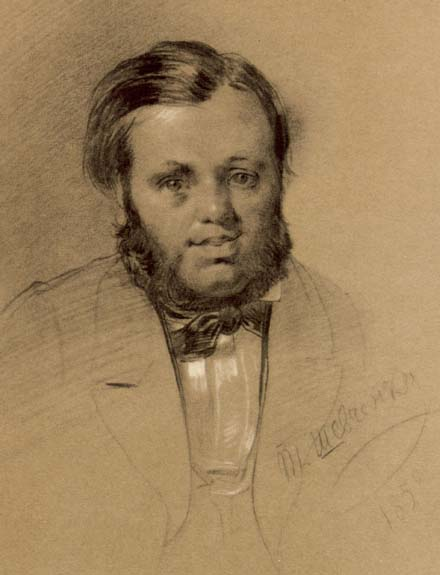
Портрет М. М. Лазаревського 1858 року
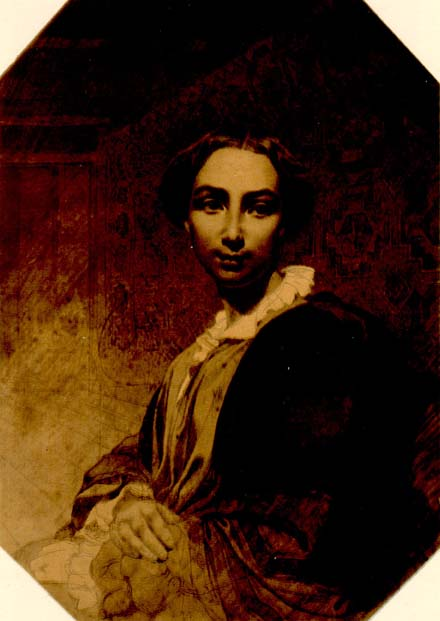
Портрет А.О.Ускової. 1853-1854. Папір, сепія.
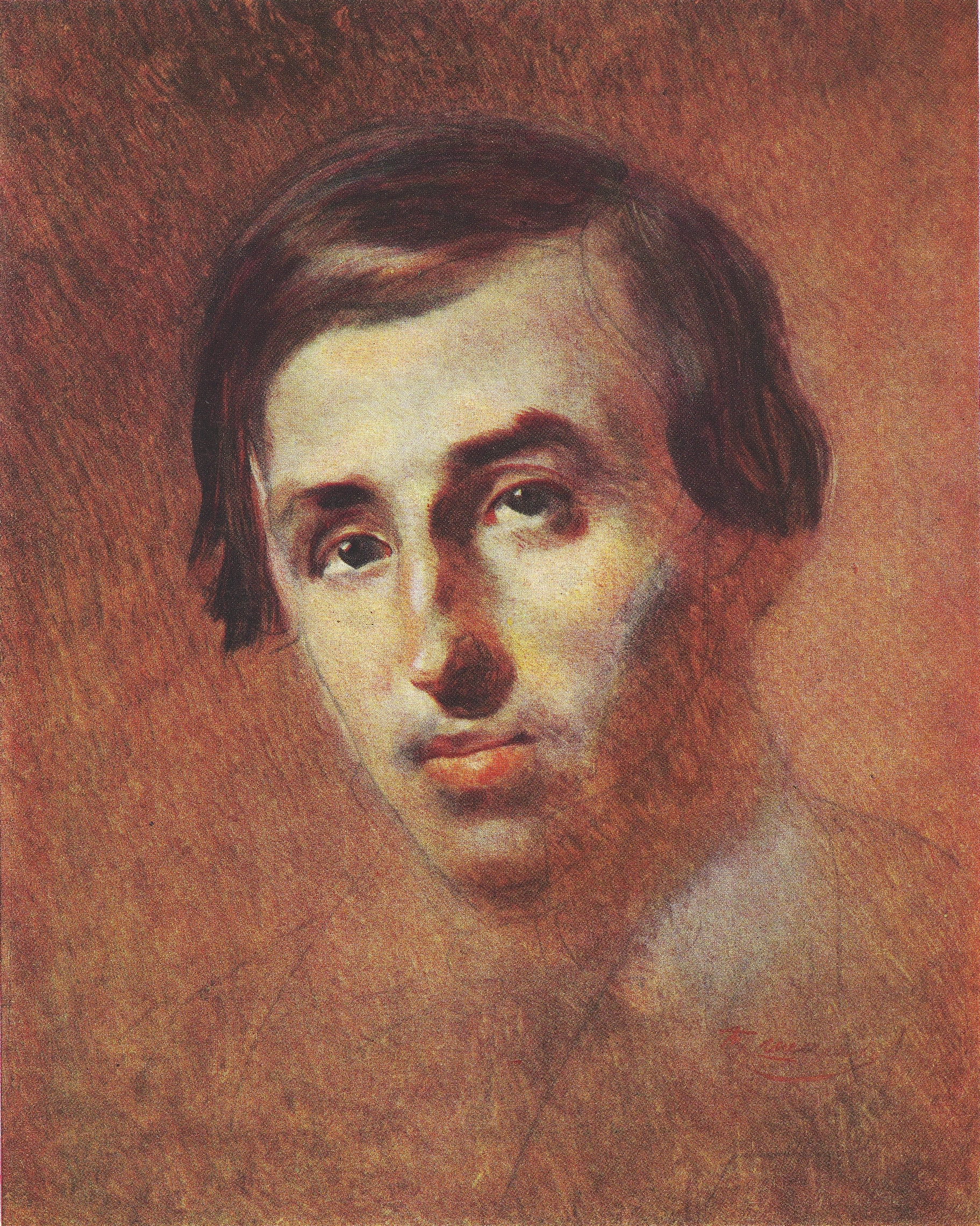
Портрет П. Куліша 1843-1847
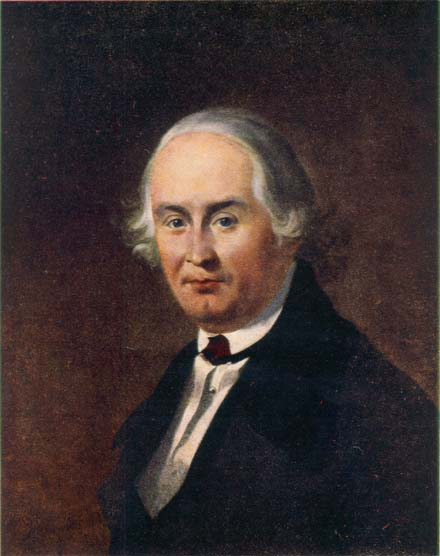
Портрет І.І.Лизогуба. 1846-1847. Полотно, олія.
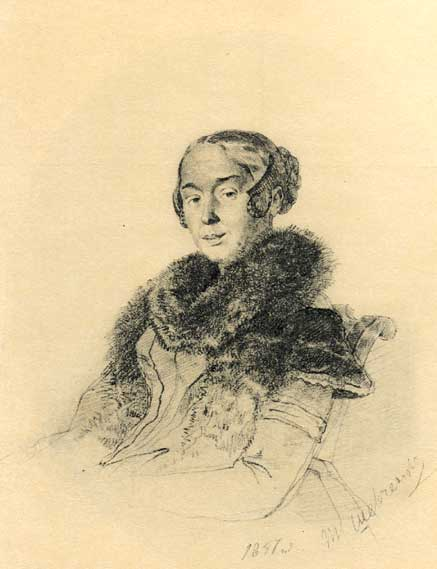
Портрет Ю.Г. Сребдольської. Олівець. (Січень) 1847
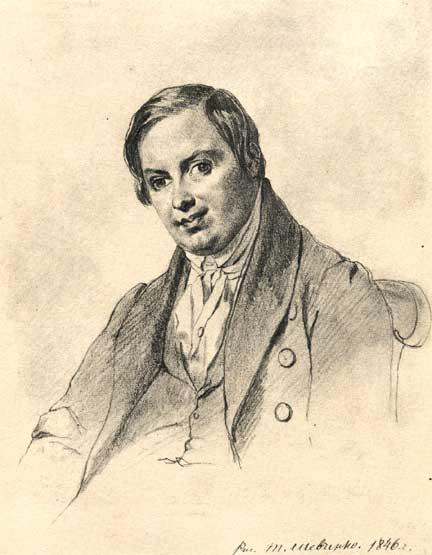
Портрет А.І. Лизогуба ( 28.02 - 30.04.1846; березень 1847)
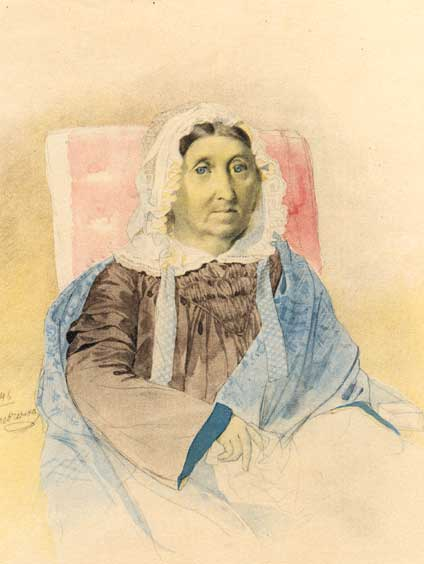
Портрет М.Ф. Катеринич. Акварель. (18.02. - квітень) 1846.
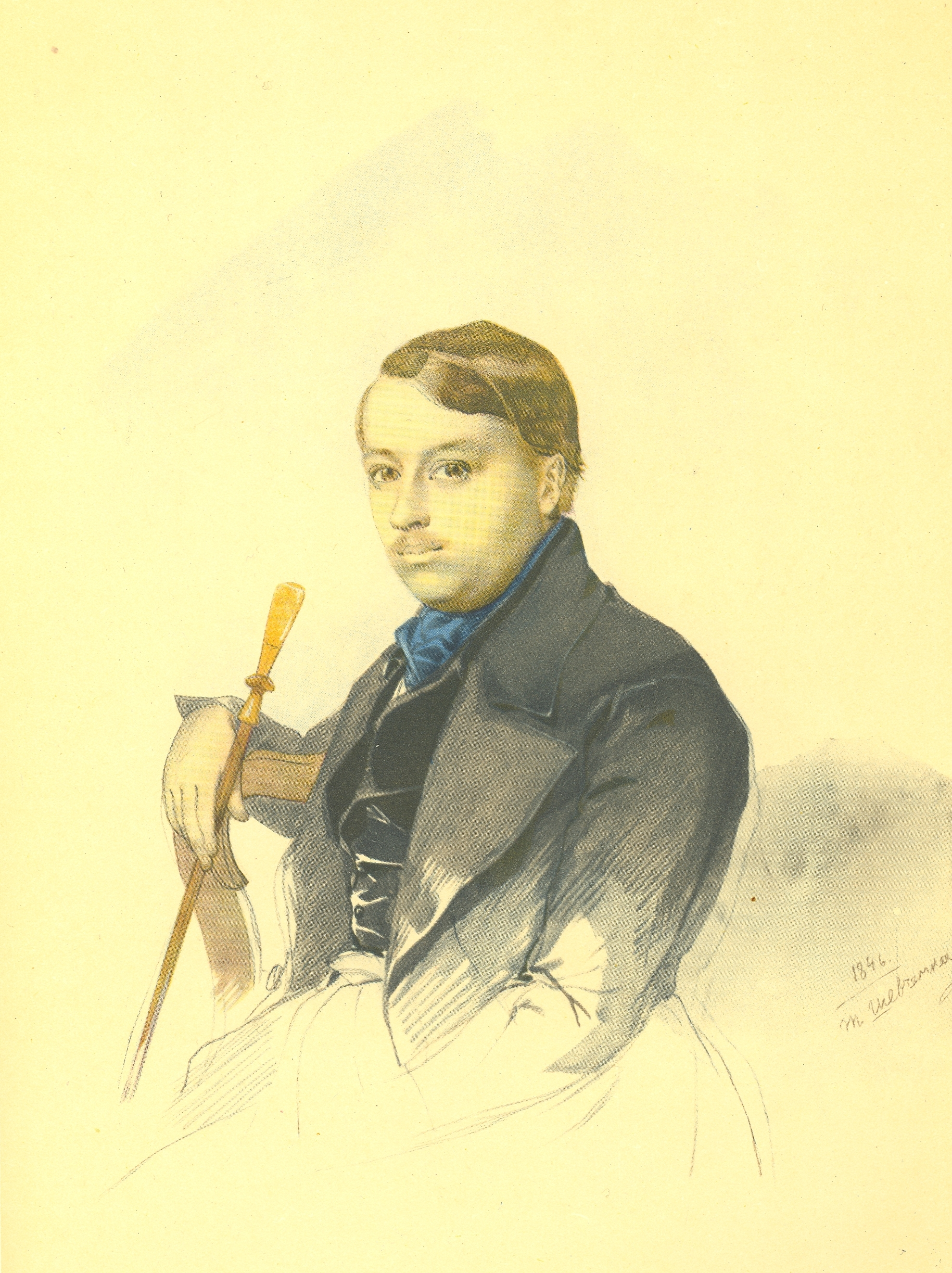
Портрет О.А. Катеринича. Акварель. (18.02. - квітень) 1846
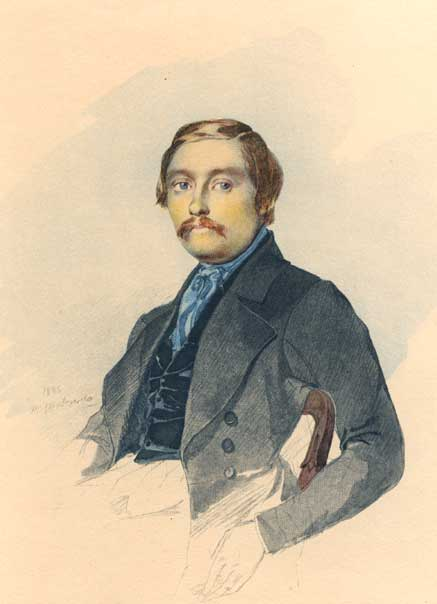
Портрет І.А. Катеринича. Акварель. (18.02. - квітень) 1846.
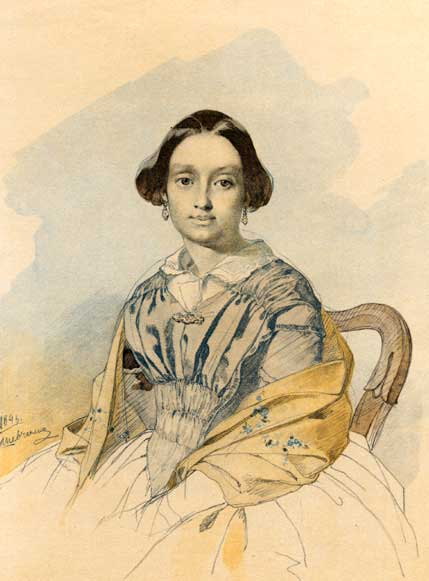
Портрет Т.П. Катеринич. Акварель. (18.02. - квітень) 1846.
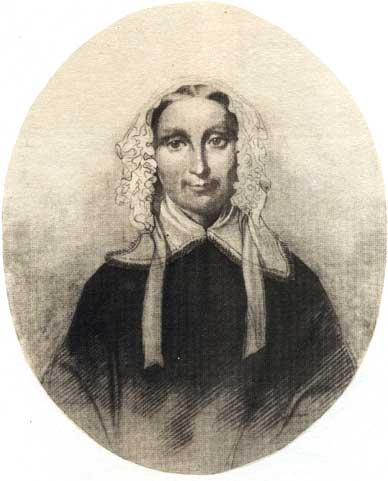
Портрет О.А. Афендик. Акварель. ( 18.02. - квітень) 1846
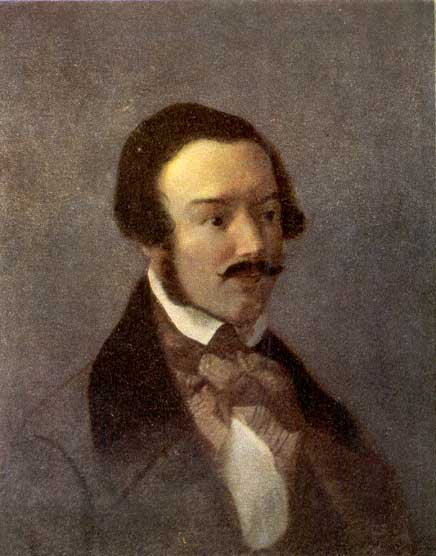
Портрет О.А. Лук'яновича. Олія. ( Жовтень 1845)
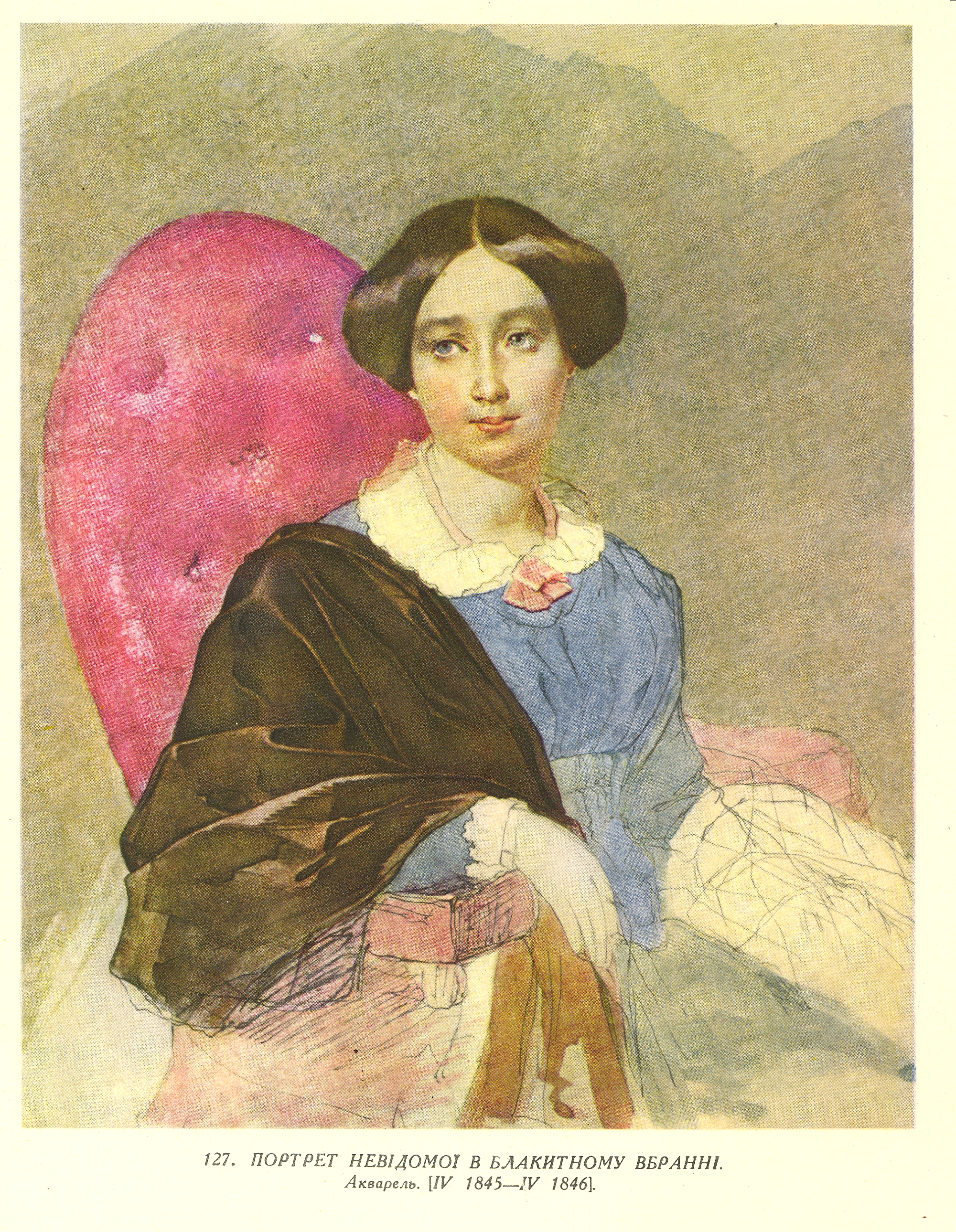
Портрет невідомої в блакитному вбранні. Акварель. (Квітень 1845 - квітень 1846)
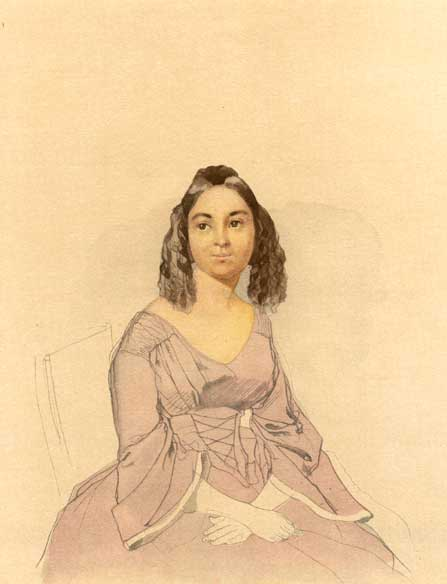
Портрет невідомої в бузковій сукні. Акварель. (Квітень 1845 - 1846)
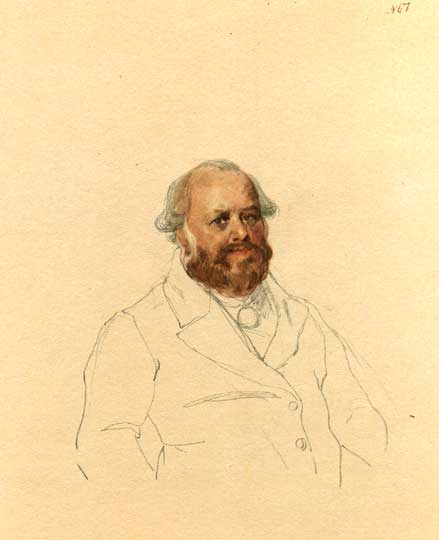
Портрет купця. Олівець, акварель. ( Квітень 1845 - 1846)
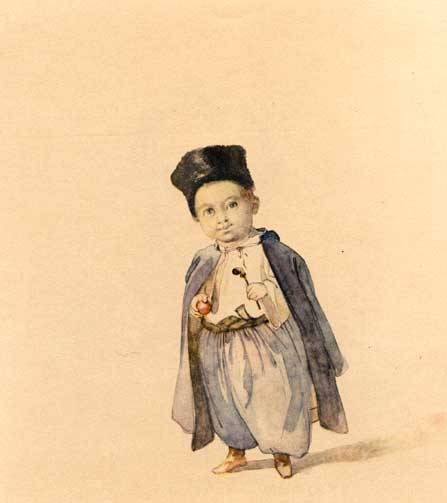
Портрет Гаврила Родзянка. Акварель. ( 24.07. - 19.08.1845 )
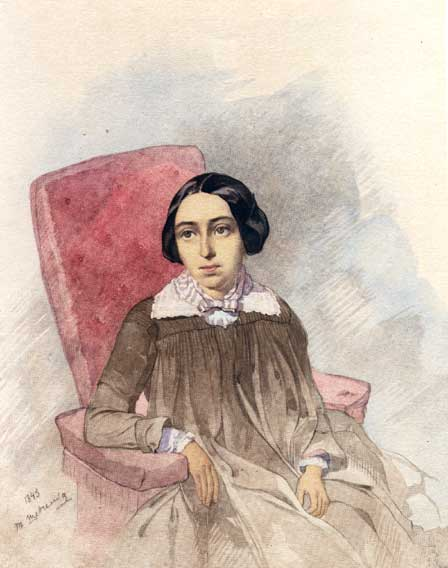
Портрет невідомої в коричневому вбранні. Акварель. 1845
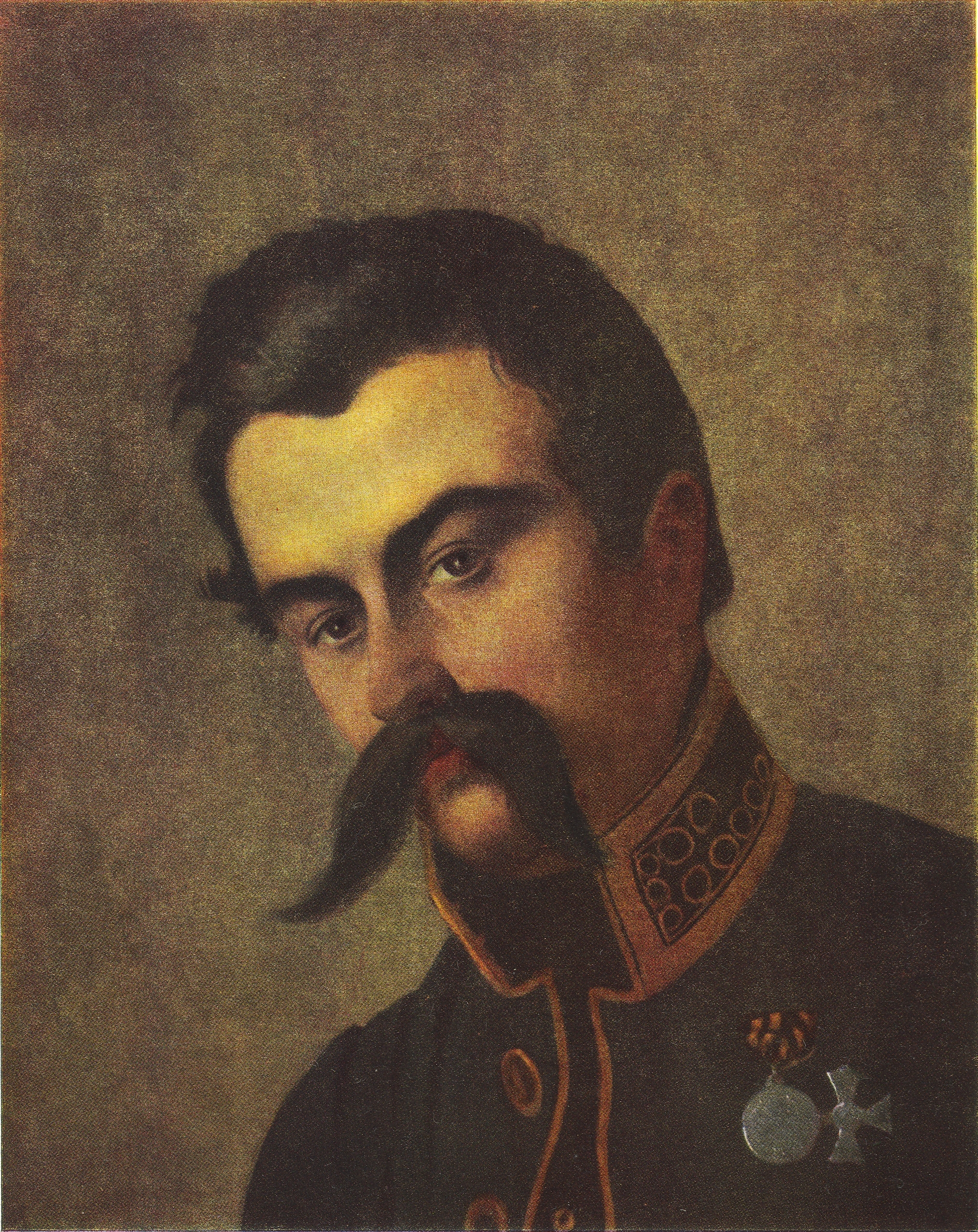
Портрет Й.Ф. Рудзинського. Олія. (Квітень - травень) 1845
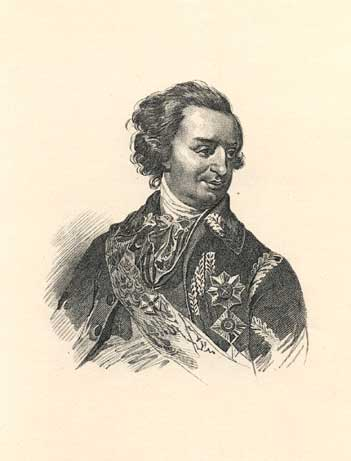
Портрет Г.О. Потьомкіна. Гравюра. (1844)
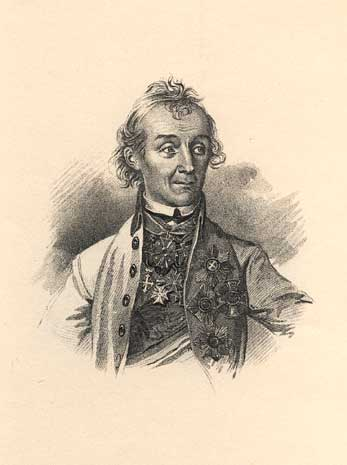
Портрет О.В. Суворова. Гравюра. (1844)
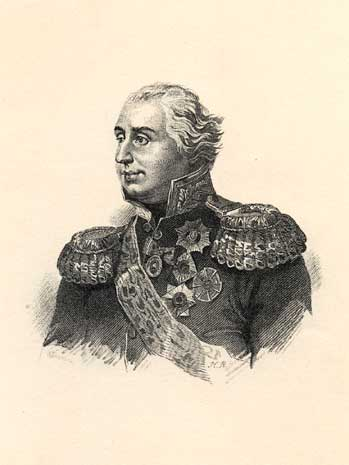
Портрет М.І. Голенищева-Кутузова. Гравюра. (1844)
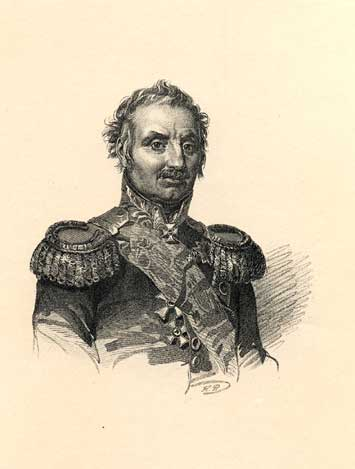
Портрет П.Х. Вітгенштейна. Гравюра. (1844)
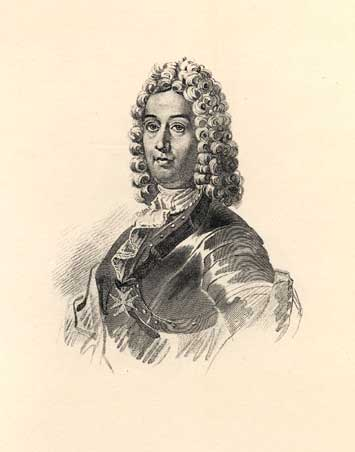
Портрет Б.П. Шереметєва. Гравюра. (1844)
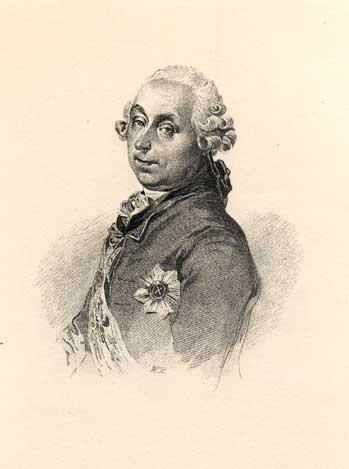
Портрет Б.Х. Мініха. Гравюра. (1844)
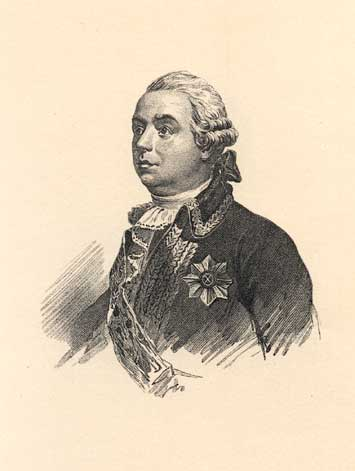
Портрет П.О. Румянцева. Гравюра. (1844)
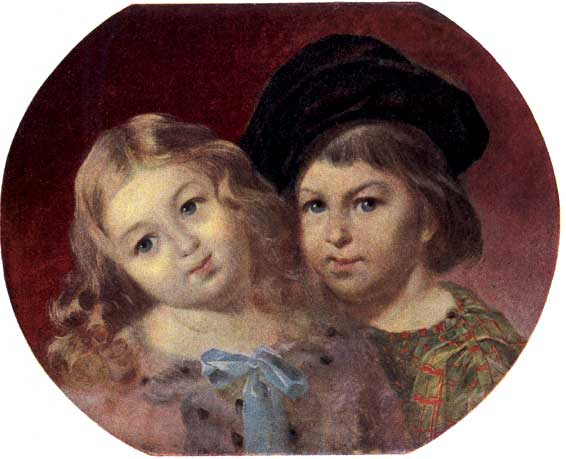
Портрет дітей В. М. Репніна. Олія. (1 - 10 січня) 1844
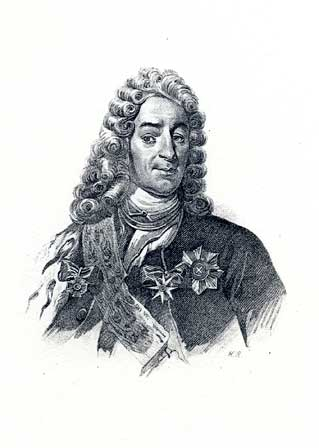
Портрет О.Д. Меншикова. Гравюра. (1844)
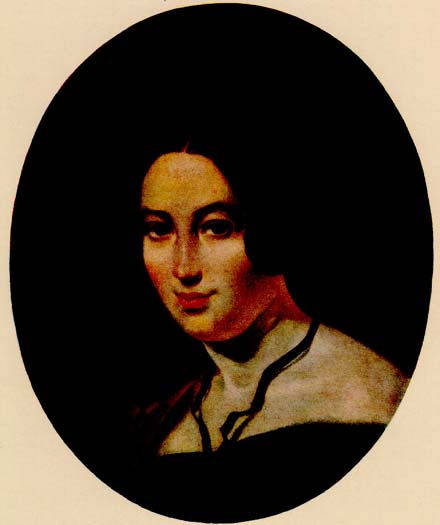
Портрет Маєвської. 1843. Полотно, олія.
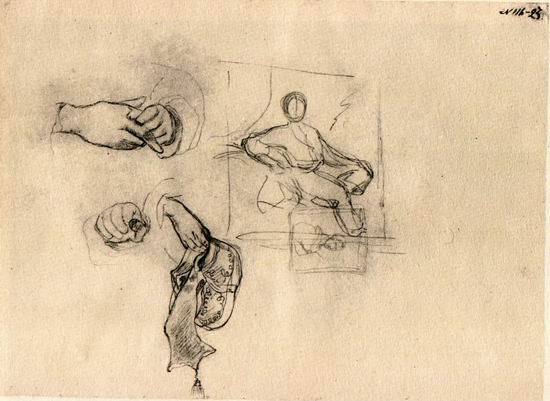
ПОРТРЕТ ЮНАКА. Руки. Ескіз та етюди. Олівець. [1843]
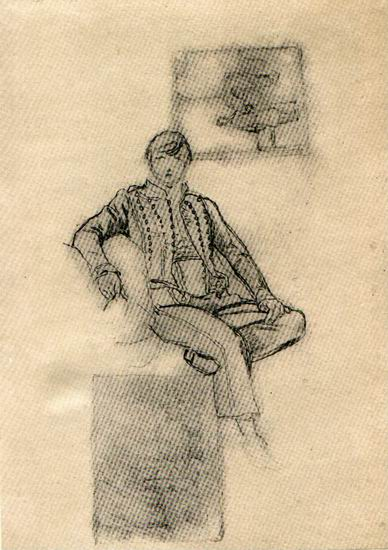
ПОРТРЕТ ЮНАКА. БІЛЯ КРИНИЦІ. БІЛЯ ЛІЖКА Ескізи. Олівець. [1843].
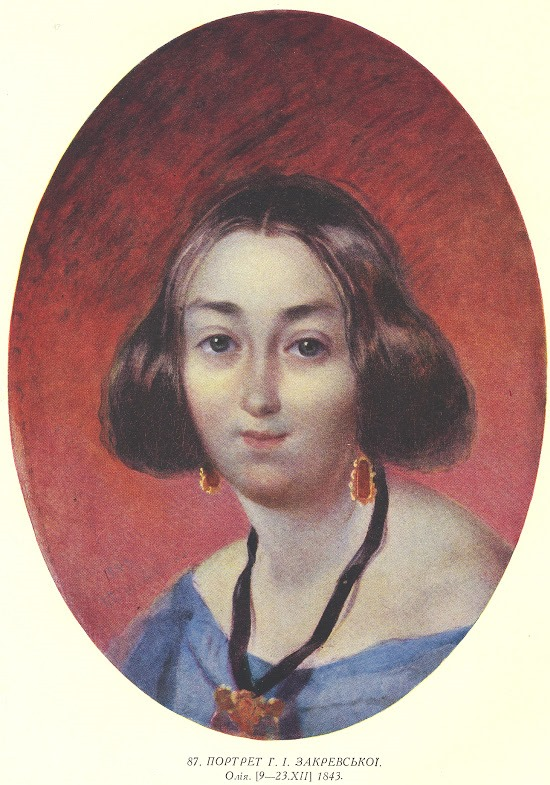
Портрет Ганни Закревської. Олія. (9 - 23 грудня 1843)
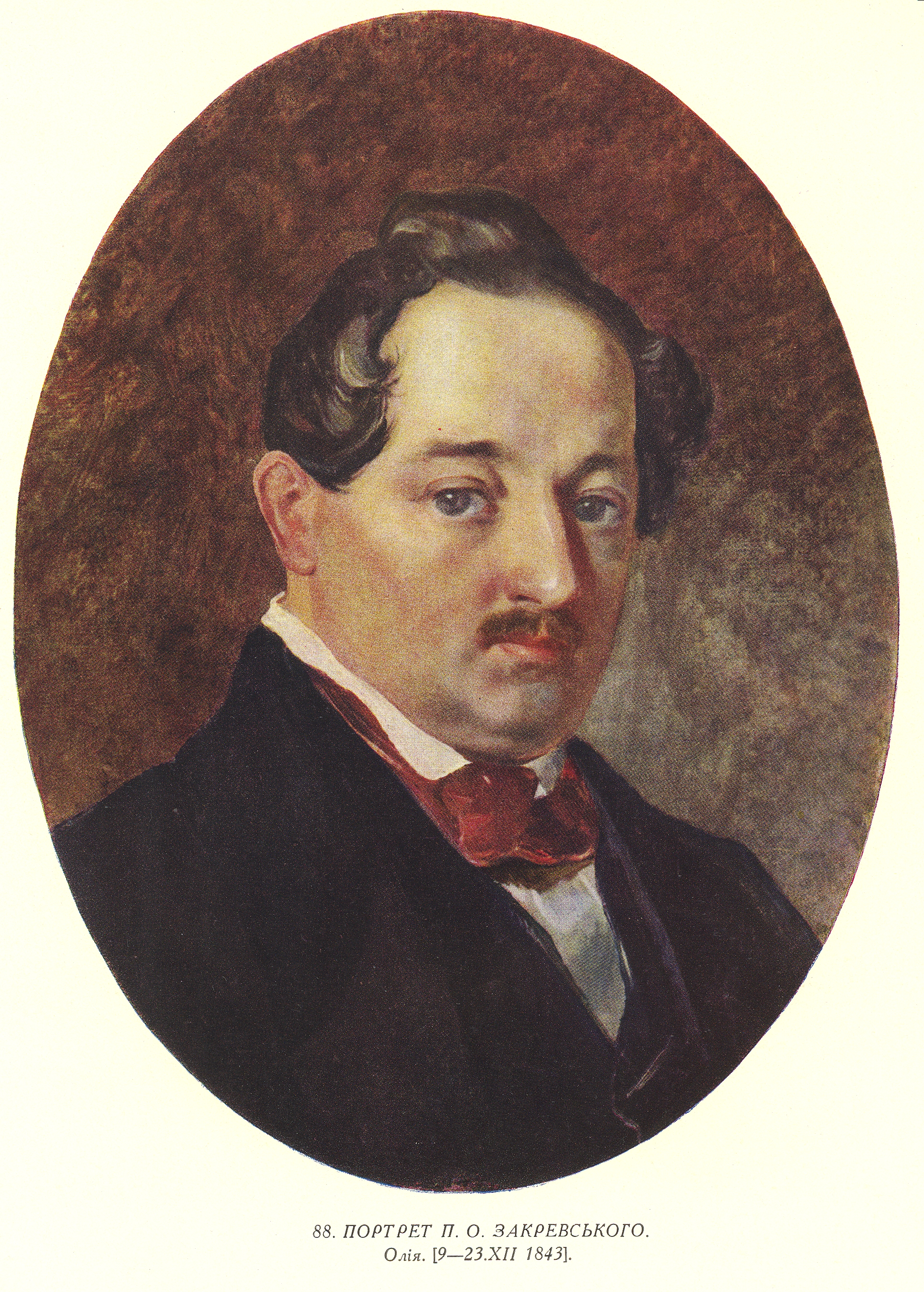
Портрет Платона Закревського. Олія. (9 - 23 грудня 1843)
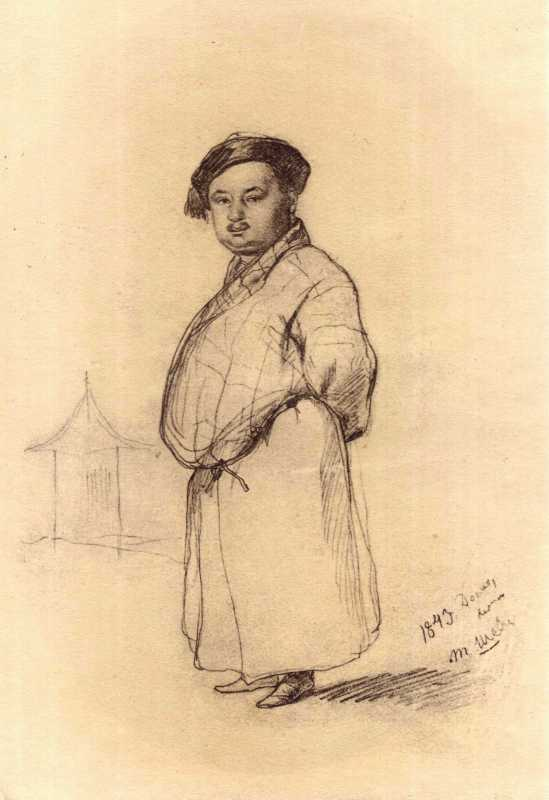
Портрет Віктора Закревського. Олія. (9 - 23 грудня 1843)
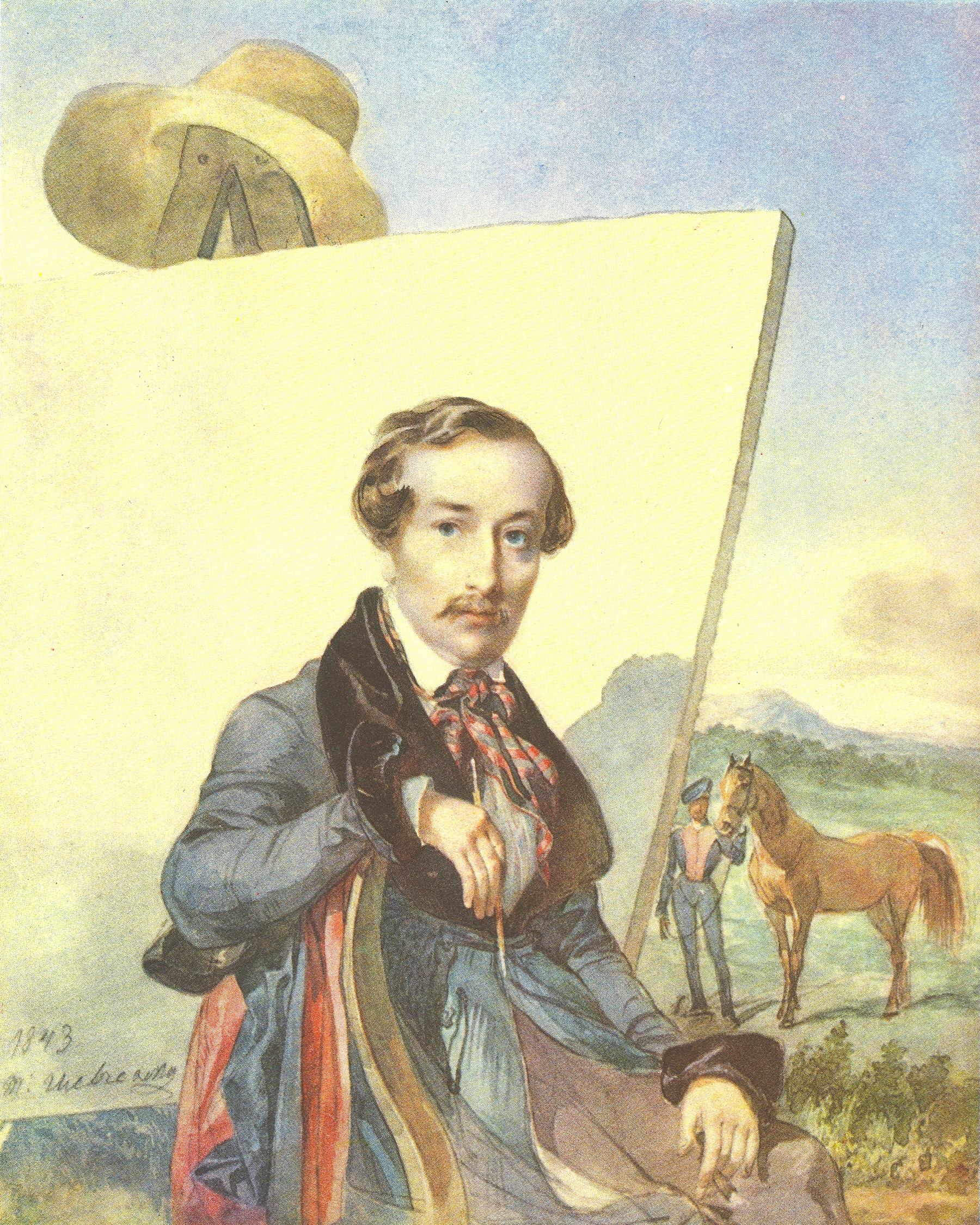
Портрет художника-баталіста О. Є. Коцебу. Акварель. 1843
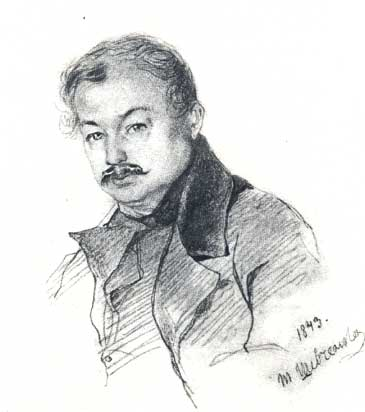
Портрет Р. І. Лукомського. Олівець. (н.р. травень) 1843.
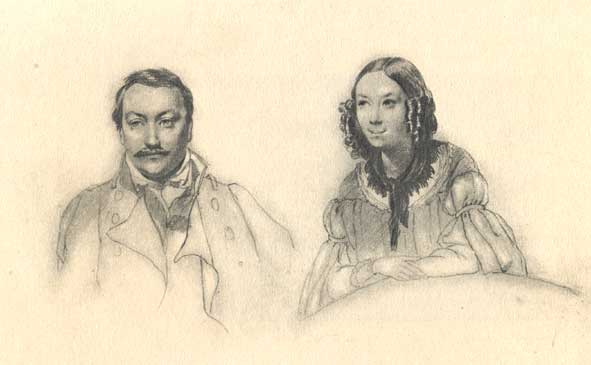
Портрети невідомих. Олівець. (1840 - 1843)
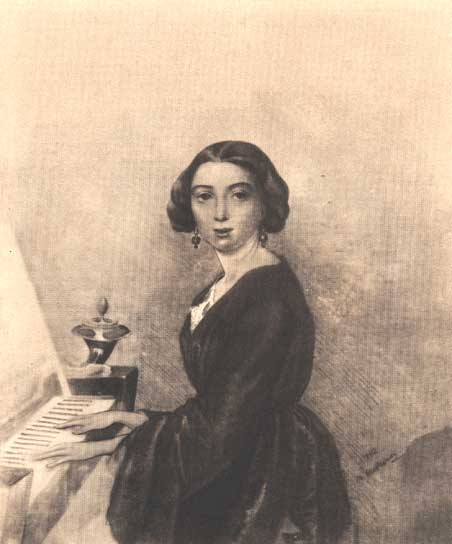
Портрет невідомої біля фортепіано. (Акварель). 1842
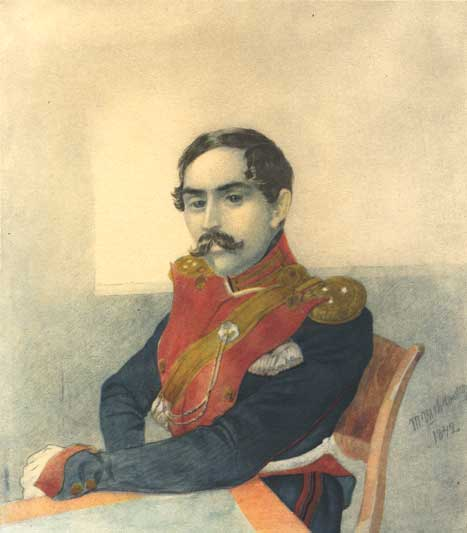
Портрет М.П. Соколовського. Акварель. 1842
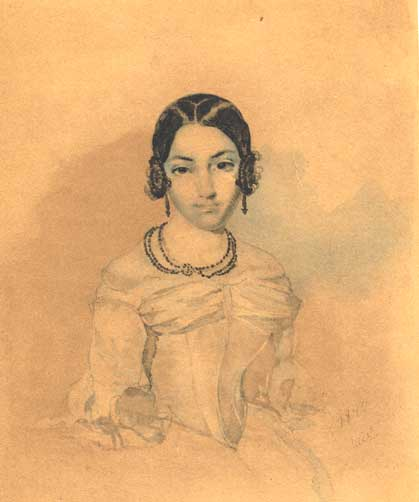
Портрет невідомої в намисті. Акварель. 1840
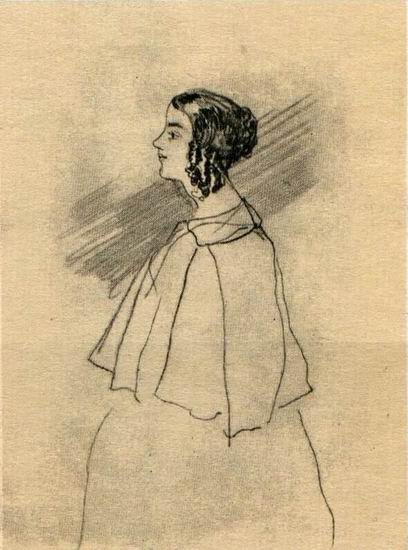
ПОРТРЕТ ЖІНКИ З ЛОКОНАМИ. Олівець. [1839-1843]
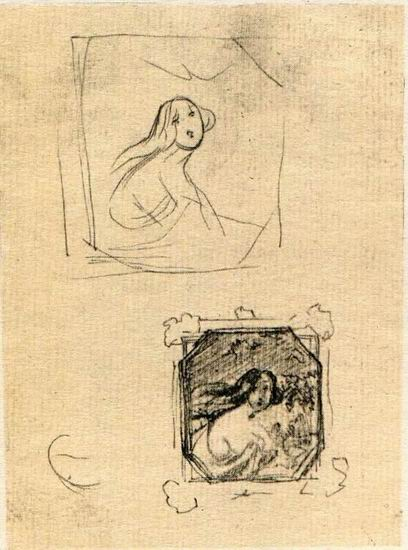
ЖІНОЧИЙ ПОРТРЕТ. Ескізи. Олівець. 1839-1843
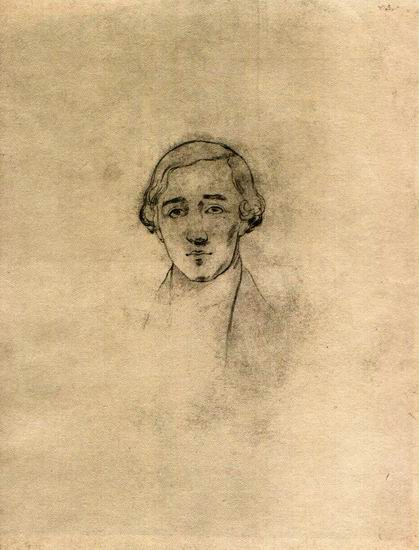
ПОРТРЕТ А.І. ЛАГОДИ. Начерк. Олівець. [1839]
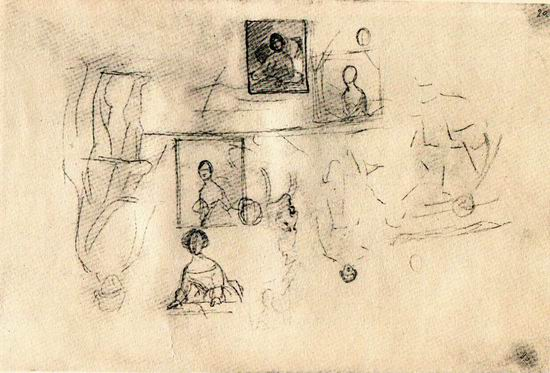
ЖІНОЧИЙ ПОРТРЕТ. Начерк. Олівець. [1839-1843]
Портрет А. I. Лагоди. Акварель. 1839
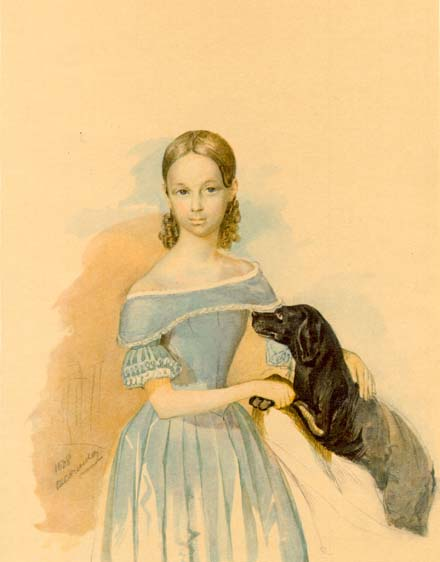
Портрет дівчини з собакою. 1838. Акварель
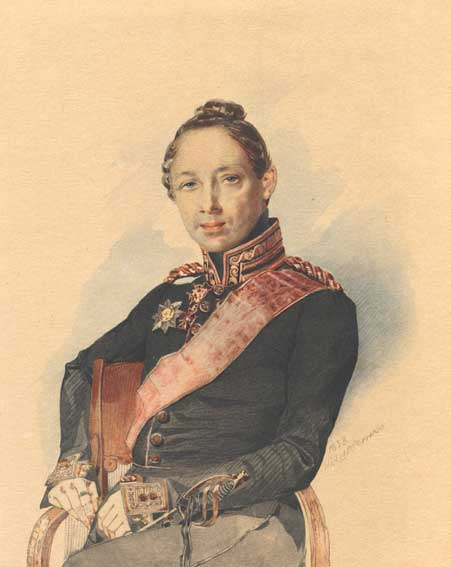
Портрет М. О. Луніна. Акварель. 1838
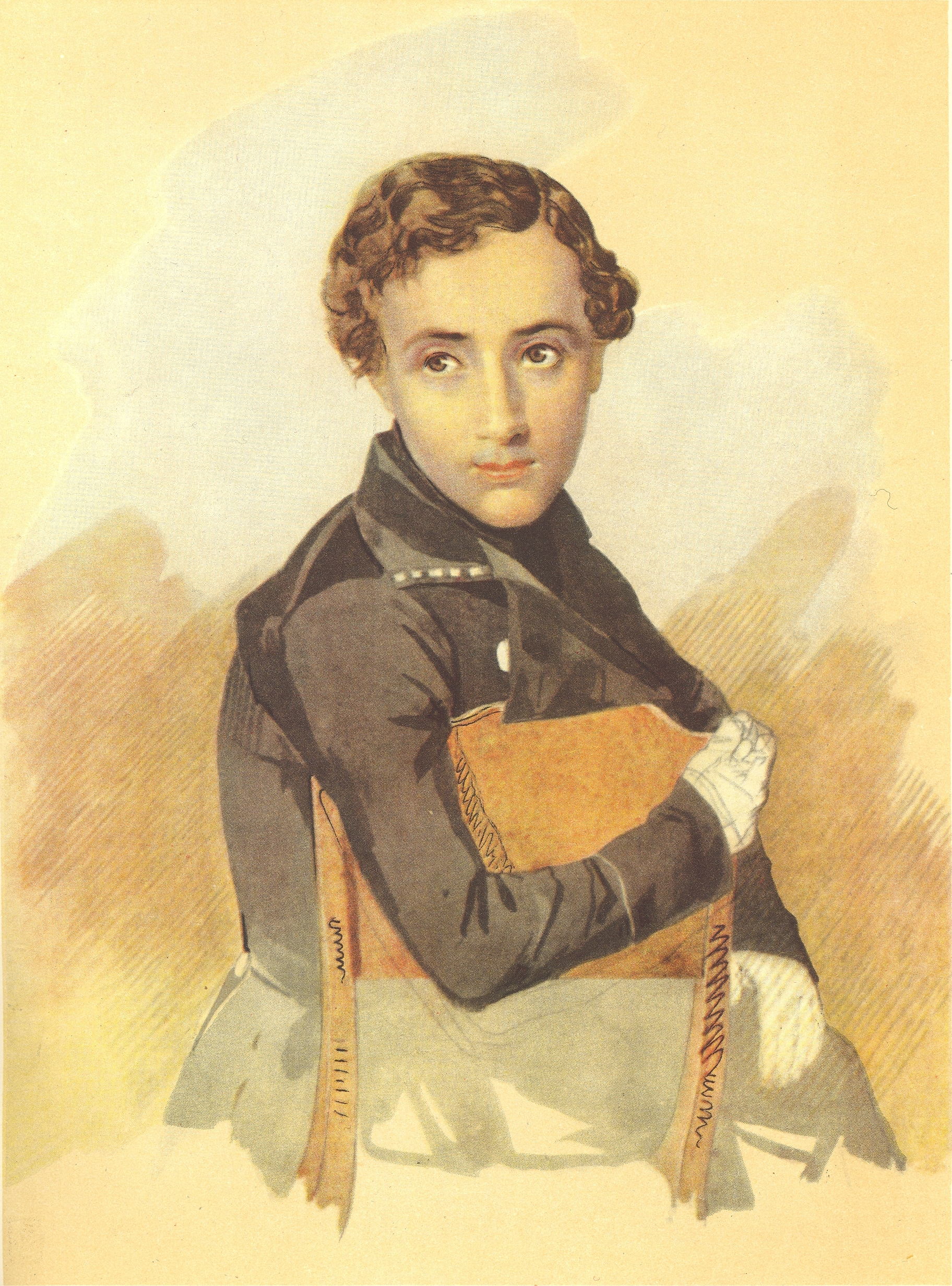
Портрет невідомого. Акварель. (1837 - 1838)
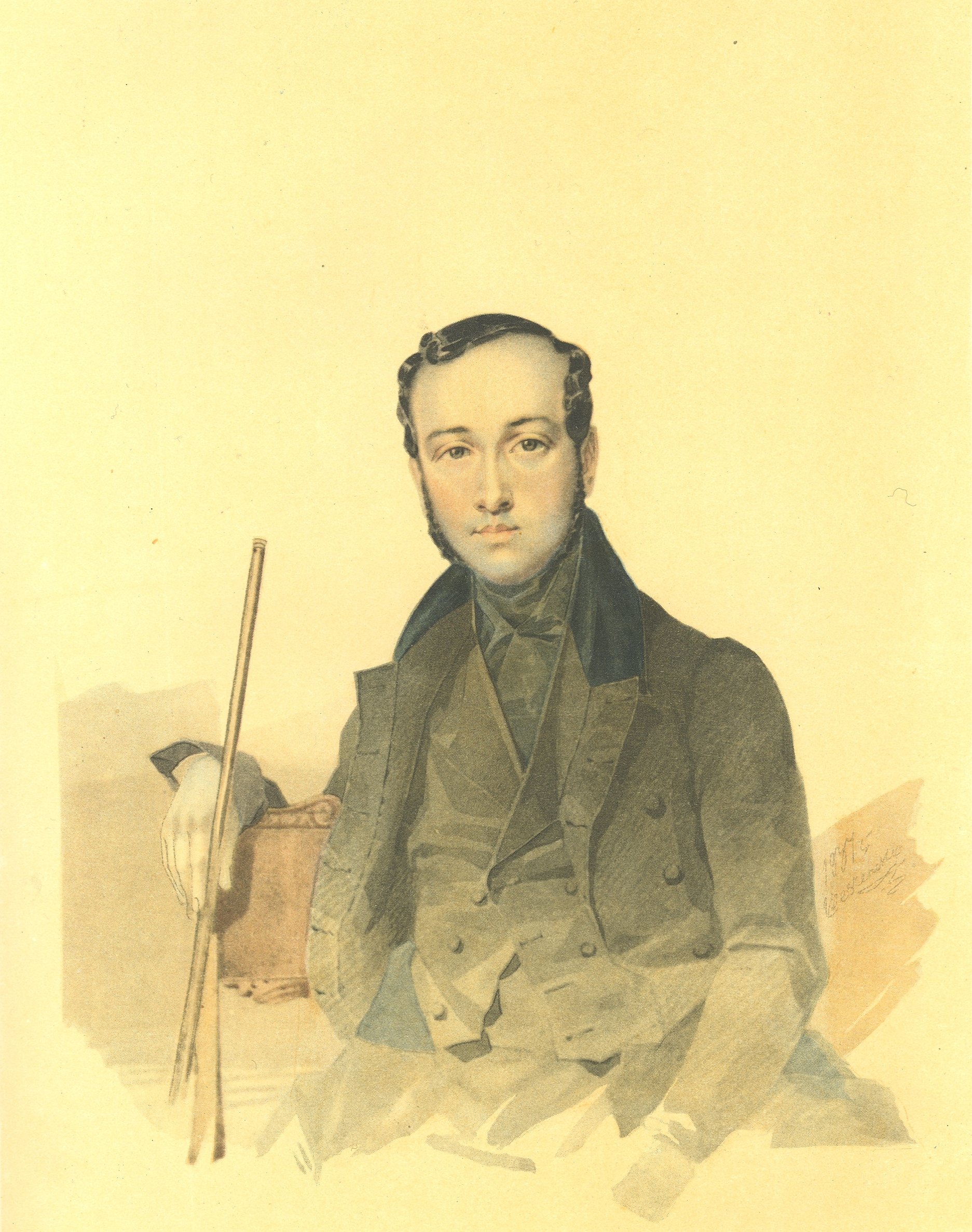
Портрет невідомого. Акварель. 1837
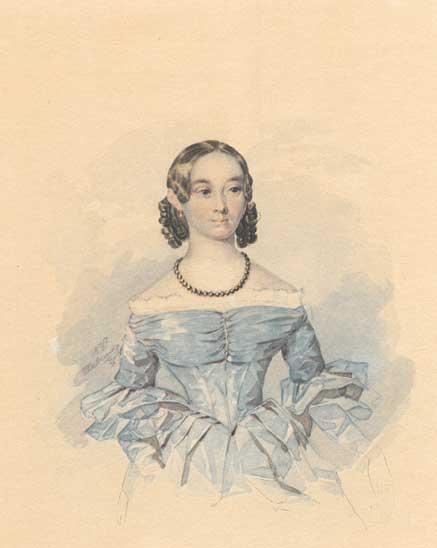
Портрет Катерини Абази. Акварель. 1837
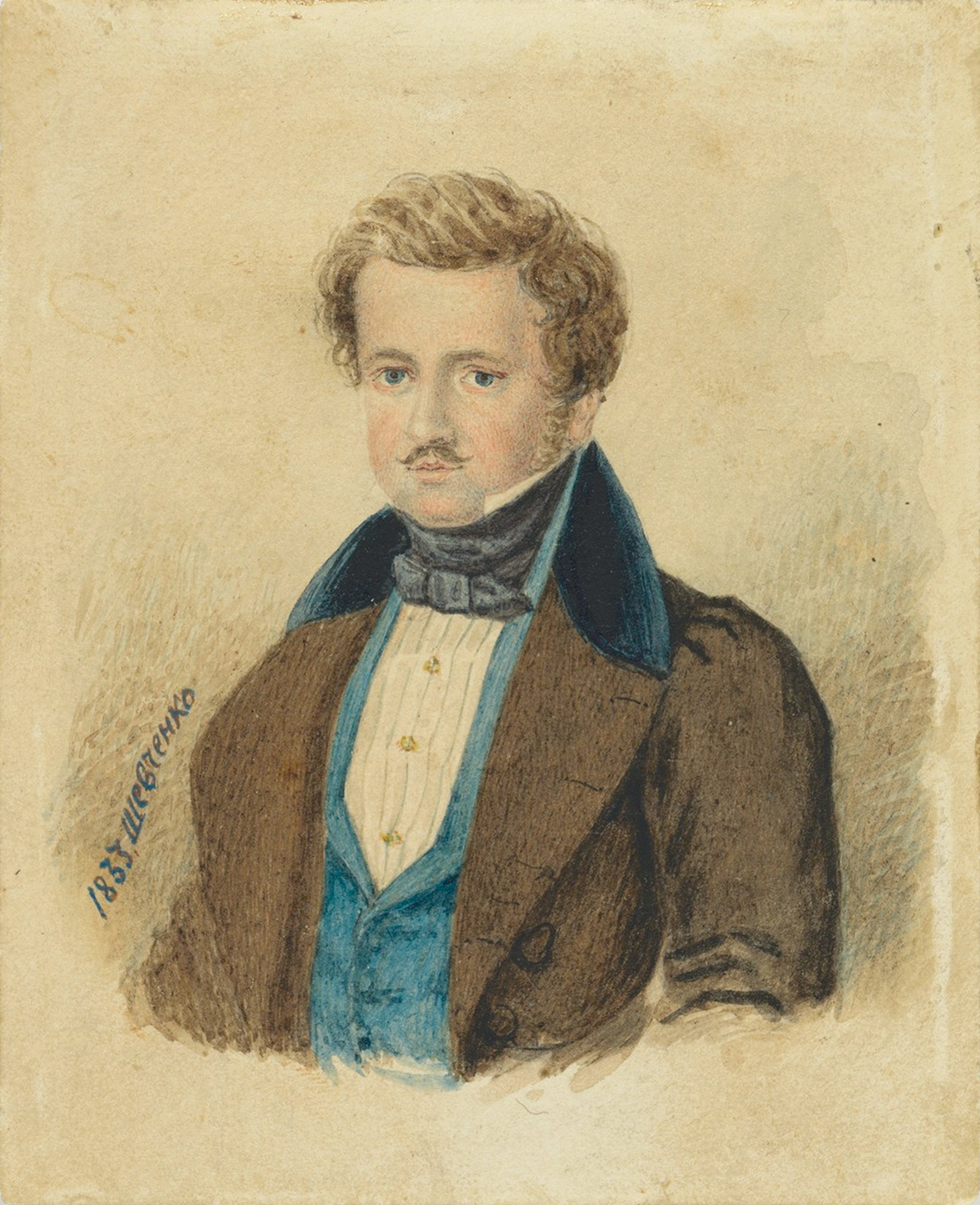
Портрет П. В. Енгельгардта. Акварель. 1833
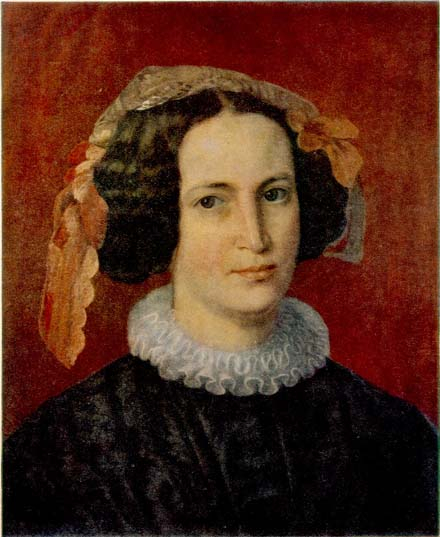
Портрет Горленко. Полотно, олія

## Портрети, що не збереглися
- Портрет Василя Апрелєва — портрет ротмістра Апрелєва Василя Петровича, виконаний у Петербурзі, орієнтовно 1841.
- Портрет Олександра Бабкіна — портрет Нижньогородського чиновника Бабкіна Олександра Євграфовича. Доля портрету невідома.
- портрет І. Нечипоренка
- портрет нареченої Демидова,
- портрет П. Мартоса,
- Портрет Солової,
- Портрет С. Гулака-Артемовського
- Портрет О. Волховського,
- Портрети членів родини О. Лук'яновича,
- Портрет О. Шостки,
- Портрет О. Афанасьєва-Чужбинського,
- три портрети членів родини Катериничів,
- Портрет В. Забіли,
- Портрет сина К. Білозерського,
- Портрет Ю. Сребдольської,
- Портрет Е. Нудатова,
- Портрет М. Обручової,
- Портрет Ф. Лазаревського,
- Портрет О. Фролова,
- Портерт Є. Косарєва,
- Портрет М. Бажанова,
- Портерт дочки Ускових Наташі
- портрет В. Кишкіна,
- Портрет А. Шауббе,
- Портрет І. Гасса
- Портрет А. і М. Брилкіних,
- Портрет Г. Попової,
- Портрет М. Дорохової,
- Портрет А. Пущиної,
- Портрет С. Варенцової з сином,
- Портрет М. Олєйникова
- портрет Г. Суханова-Подколзіна,
- Портрет дочки С. Гулака-Артемовського,
- Портрет Н. Карташевської,
- Портрет Айри Олдріджа,
- Портрет Л. Жемчужникова
- Портрет Л. Зотової

## Авторство Шевченка під сумнівом
- Портрет Павла Богдановича — про портрет Павла Богдановича відомо лише зі свідчень Ераста Нудатова.
- Портрет Петра Дуніна-Борковського — серед дослідників не має єдиної думки, щодо авторства портрету. Можливо він був створений Глафірою Псьол.